# Mathías Villasanti
Mathías Adalberto Villasanti Rolón (ur. 24 stycznia 1997 w Caacupé) – paragwajski piłkarz występujący na pozycji defensywnego lub środkowego pomocnika, reprezentant Paragwaju, od 2021 roku zawodnik brazylijskiego Grêmio.